# Cruzada de 1101

Mapa de la parte occidental de Anatolia, que muestra las rutas tomadas por los ejércitos cruzados.

La cruzada de 1101 fue una cruzada menor con tres movimientos separados, que fue organizada en 1100 y 1101 tras el éxito de la Primera Cruzada. A esta cruzada se unieron también muchos participantes de la cruzada anterior que habían retornado a sus casas antes de alcanzar Jerusalén.
El éxito de la Primera Cruzada supuso la necesidad de hacer un llamamiento para reclamar el envío de refuerzos que permitiesen defender el nuevo Reino de Jerusalén. El papa Pascual II, sucesor de Urbano II (papa que había muerto antes de conocer el resultado de la cruzada que había convocado) hizo un llamamiento para una nueva expedición. Para ello, hizo especial hincapié en convocar a todos aquellos que habían hecho el juramento de acudir a la cruzada anterior pero que no habían llegado a partir, y a todos aquellos que volvieron antes de su conclusión. Algunas de estas personas estaban sufriendo duras burlas en casa por parte de sus vecinos, y se enfrentaban a una enorme presión para volver a dirigirse hacia el este. Adela de Normandía, por ejemplo, esposa de Esteban II de Blois, que había abandonado la cruzada durante el sitio de Antioquía de 1098, estaba tan avergonzada de su marido que no le permitió permanecer en casa. Tanto los ricos como los pobres querían llegar a Tierra Santa, para liberarla de los infieles en nombre de Cristo, buscando la salvación eterna que llevaba aparejado el luchar en una Guerra Santa. Otros, simplemente, buscaban huir de la pobreza para encontrar una nueva vida en oriente.

## Los lombardos
Al igual que en la primera cruzada, los soldados y peregrinos no partieron de Europa occidental como un gran ejército, sino como pequeños grupos procedentes de muy distintas regiones. En septiembre de 1100, un gran grupo de lombardos partió de Milán. La mayoría eran campesinos sin entrenamiento militar, y estaban dirigidos por Anselmo IV, arzobispo de Milán. Cuando alcanzaron el territorio del Imperio bizantino se dedicaron al pillaje sin ningún control, por lo que el emperador Alejo I Comneno les hizo escoltar hasta un campamento a las afueras de Constantinopla. Los cruzados se rebelaron y lograron entrar en la ciudad, saqueando hasta el palacio de Blanquerna, e incluso matando a uno de los leones domesticados del emperador. El conde Raimundo IV de Tolosa, uno de los líderes de la Primera Cruzada, que había pasado el invierno en palacio invitado por Alejo, fue el responsable de poner orden. Los lombardos aceptaron su autoridad y, atravesando el Bósforo, establecieron su campamento en Nicomedia a finales de abril.
Allí se les unieron los refuerzos llegados de occidente, un contingente más pequeño pero más fuerte de soldados franceses, borgoñones y alemanes dirigidos por Esteban de Blois, Esteban I de Borgoña, Eudes I de Borgoña y Conrado, condestable del emperador Enrique IV. Raimundo de Tolosa fue nombrado líder de la cruzada, y una fuerza bizantina de mercenarios pechenegos dirigidos por el general Tzitias fue enviado también por el Imperio bizantino. El grupo comenzó la marcha a finales de mayo en dirección a Dorylaeum, siguiendo la misma ruta utilizada por Raimundo y Esteban en 1097 durante la cruzada anterior. Planeaban continuar hacia Konya pero los lombardos, cuyo número sobrepasaba el de todos los demás contingentes, estaban decididos a marchar hacia el norte hacia Niksar, en dónde Bohemundo I de Antioquía estaba cautivo de los danisméndidas. Tras capturar Ankara el 23 de junio de 1101 y devolvérsela a Alejo, los cruzados se dirigieron al norte. Mantuvieron un breve asedio sobre la ciudad bien defendida de Çankırı, y luego se dirigieron al norte para tratar de capturar la ciudad de Kastamonu. Sin embargo, sufrieron el ataque de los turcos selyúcidas, que les acosaron durante semanas y lograron destruir una de sus partidas de forrajeadores en julio.
En ese punto, bajo las amenazas de los lombardos, el ejército al completo se desplazó lejos de la posible seguridad de la costa del Mar Negro y se dirigieron de nuevo al este, en dirección al territorio danisméndida para rescatar a Bohemundo. Sin embargo los turco selyúcidas, dirigidos por Kilij Arslan I, conscientes de que la falta de unión entre ellos fue la causa de su incapacidad de detener el avance de la Primera Cruzada, se aliaron con los turcos danisméndidas y con Fakhr al-Mulk Radwan de Alepo. A comienzos de agosto los cruzados se enfrentaron a este ejército musulmán combinado en Merzifon. 

### Batalla de Merzifon
Los cruzados se organizaron en cinco divisiones: los burgundios, Raimundo con los bizantinos, los alemanes, los franceses y los lombardos. Los turcos habían estado hostigando a los latinos durante varios días, hasta situarles en el lugar en el que Kilij Arslan les quería, a la vez que se aseguraban de que sólo tuviesen unas provisiones mínimas. Los turcos destruyeron casi por completo el ejército cruzado en las montañas de Paflagonia, en Merzifon. El terreno era bueno para el tipo de guerra turca, no así para los cruzados. Se trataba de un terreno abierto, con mucho espacio para que las unidades de caballería pudieran maniobrar. 
La batalla duró varios días. El primer día los turcos cortaron el avance de los cruzados y les rodearon. El siguiente, el duque Conrado dirigió a sus alemanes en un ataque, pero fracasó estrepitosamente. No sólo no logró abrir una brecha, sino que fueron incapaces de volver con el ejército principal y tuvieron que refugiarse en una fortaleza cercana. No tenían acceso a los suministros ni a ayuda alguna, y tampoco podían ser utilizados en un ataque combinado de los cruzados.
El tercer día fue más tranquilo, pero el cuarto día los cruzados hicieron un gran esfuerzo para liberarse de la trampa en la que se encontraban. Lograron infligir duras bajas a los turcos, pero fracasaron en su ataque al final del día. Kilij Arslan se unió con las fuerzas de Radwan de Alepo, de Malik-Ghazi y de Karaja, príncipes danisméndidas poderosos. Esto supuso que los latinos fuesen drásticamente superados en número.
Los lombardos, en la vanguardia, fueron derrotados, los mercenarios bizantinos desertaron y los franceses y alemanes fueron obligados a retirarse. Raimundo quedó atrapado en una roca y fue rescatado por Esteban y Conrado. La batalla continuó al día siguiente y el campamento cruzado fue capturado. Los caballeros huyeron dejando a las mujeres, niños y sacerdotes detrás a su suerte. La mayoría de los lombardos, que no tenían caballería, murieron o fueron esclavizados por los turcos. Raimundo, Esteban de Blois y Estéfano de Borgoña huyeron al norte, y lograron volver a Constantinopla por mar.

## Guillermo II de Nevers
Poco después de que el contingente lombardo hubiese alcanzado tierras orientales, un nuevo ejército de cruzados dirigidos por Guillermo II de Nevers llegó a Constantinopla cruzando el mar Adriático desde Bari. La marcha hacia Constantinopla estuvo libre de incidentes, lo cual es inusual en la historia de las cruzadas.
Marchó rápidamente al encuentro de los otros ejércitos, pero nunca llegó a unirse a ellos. Guillermo asedió brevemente la ciudad de Konya pero no consiguió tomarla y pronto fue emboscado en Heraclea Cybistra por Kilij Arslan, que acababa de derrotar a los lombardos. En la batalla prácticamente todo el contingente de Nevers fue aniquilado, salvo el propio conde y alguno de sus hombres más cercanos.

## Los franceses y los bávaros
Tan pronto como Guillermo II partió de Constantinopla llegó un tercer ejército, dirigido por Guillermo IX de Aquitania, Hugo de Vermandois (uno de los que no llegaron a terminar la Primera Cruzada), y Güelfo I de Baviera. Les acompañaba también Ida de Austria, madre de Leopoldo III de Austria. Este nuevo ejército había saqueado el territorio bizantino de camino a Constantinopla y casi había llegado a las armas contra los mercenarios Pecheneg enviados para detenerles. Finalmente Guillermo y Güelfo intervinieron y evitaron el enfrentamiento.
Desde Constantinopla el ejército se dividió en dos. Una mitad viajó directamente a Palestina por mar (entre ellos se encontraba el cronista Ekkehardo de Aura) y el resto se dirigió por tierra hasta Heraclea, en dónde llegaron en septiembre. Al igual que con el ejército anterior, las tropas de Heraclea fueron emboscadas y masacradas por Kilij Arslan.
Guillermo y Güelfo escaparon, pero Hugo fue herido mortalmente. Los supervivientes llegaron a Tarso, y fue ahí dónde finalmente murió Hugo el 18 de octubre. Ida desapareció en la batalla, y presumiblemente murió. Sin embargo, según una leyenda posterior habría sido hecha cautiva y se convertiría en la madre de Zengi, un gran enemigo de los cruzados en la década de 1140-50.

## Eventos posteriores
Guillermo de Nevers también escapó a Tarso y se unió al resto de supervivientes, al igual que Raimundo de Tolosa. Bajo el mando de Raimundo y con la ayuda de una flota genovesa capturaron la ciudad de Tartus. Sin embargo para entonces la cruzada era ya más un peregrinaje. Los supervivientes llegaron a Antioquía a finales de 1101, y en Pascua llegaron a Jerusalén. Después, muchos de ellos simplemente retornaron a casa, tras haber cumplido su voto, aunque algunos se quedaron para ayudar al rey Balduino I de Jerusalén en la defensa frente a una invasión de tropas egipcias en Ramla. Esteban de Blois murió en esta batalla, junto con Hugo VI de Lusignan, ancestro de la futura dinastía Lusignan de Jerusalén y de Chipre. Joscelino de Courtenay también se quedó a la defensa de Jerusalén y sobrevivió a la batalla para llegar a ser Conde de Edesa en 1118.
La derrota de los cruzados permitió a Kilij Arslan establecer su capital en Konya y mostró al mundo musulmán que los ejércitos cruzados no eran invencibles, al contrario de lo que pudiera parecer tras la Primera Cruzada. Los cruzados y los bizantinos se culparon unos a otros de la derrota, y ninguno fue capaz de asegurar una ruta a través de Anatolia, después de que Kilij Arslan hubiese logrado fortalecer su posición en el territorio. La única vía que permanecía abierta para llegar a Tierra Santa era la vía marítima, lo cual benefició en gran medida a las ciudades italianas. Esta ausencia de una vía terrestre también benefició al Principado de Antioquía, en dónde Tancredo de Galilea, gobernando en nombre de su tío Bohemundo, pudo consolidar su poder sin interferencias bizantinas.
Tanto las Segunda como la Tercera Cruzada sufrieron dificultades similares al intentar cruzar Anatolia.